# Artigue
Artigue település Franciaországban, Haute-Garonne megyében. Lakosainak száma 32 fő (2022. január 1.). Artigue Bausen, Les, Catalonia, Gouaux-de-Luchon, Salles-et-Pratviel és Sode községekkel határos.

## Népesség
A település népességének változása:
| Lakosok száma | 31   | 20   | 34   | 32   | 34   | 28   | 30   | 31   | 31   | 32   |
|               | 1968 | 1982 | 1999 | 2006 | 2011 | 2015 | 2017 | 2018 | 2020 | 2022 |